# Gastrancistrus americana
Gastrancistrus americana är en stekelart som först beskrevs av William Harris Ashmead 1904.  Gastrancistrus americana ingår i släktet Gastrancistrus och familjen puppglanssteklar. Inga underarter finns listade i Catalogue of Life.